# Gnophos corsalba
Gnophos corsalba är en fjärilsart som beskrevs av Karl Schawerda 1930. Gnophos corsalba ingår i släktet Gnophos och familjen mätare. Inga underarter finns listade i Catalogue of Life.